# Piedras
Piedras là một khu tự quản thuộc tỉnh Tolima, Colombia. Thủ phủ của khu tự quản Piedras đóng tại Piedras Khu tự quản Piedras có diện tích 361 ki lô mét vuông. Đến thời điểm ngày 28 tháng 5 năm 2005, khu tự quản Piedras có dân số 4421 người.